# Piłka nożna w Serbii

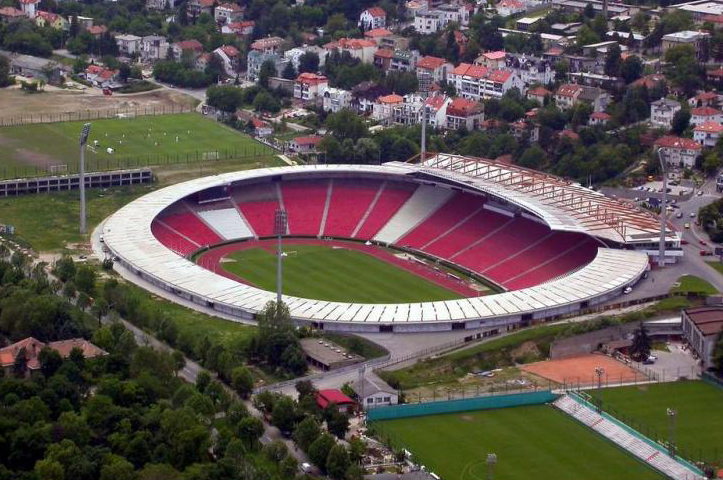
Stadion Crvena zvezda, zwany „Marakana”, w Belgradzie

Piłka nożna (serb. Фудбал fûdbaːl) jest najpopularniejszym sportem w Serbii. Jej głównym organizatorem na terenie Serbii pozostaje Fudbalski savez Srbije (FSS).
Dejan Stanković i Savo Milošević rozegrali odpowiednio 103 i 102 mecze w reprezentacji Serbii. Według stanu na 1 listopada 2021 roku Branislav Ivanović ma już 105 występów reprezentacyjnych, a Aleksandar Mitrović strzelił 43 bramki w barwach reprezentacji Serbii.
W serbskiej Super lidze grają takie znane kluby świata, jak Crvena zvezda, Partizan i Vojvodina Novi Sad.

## Historia

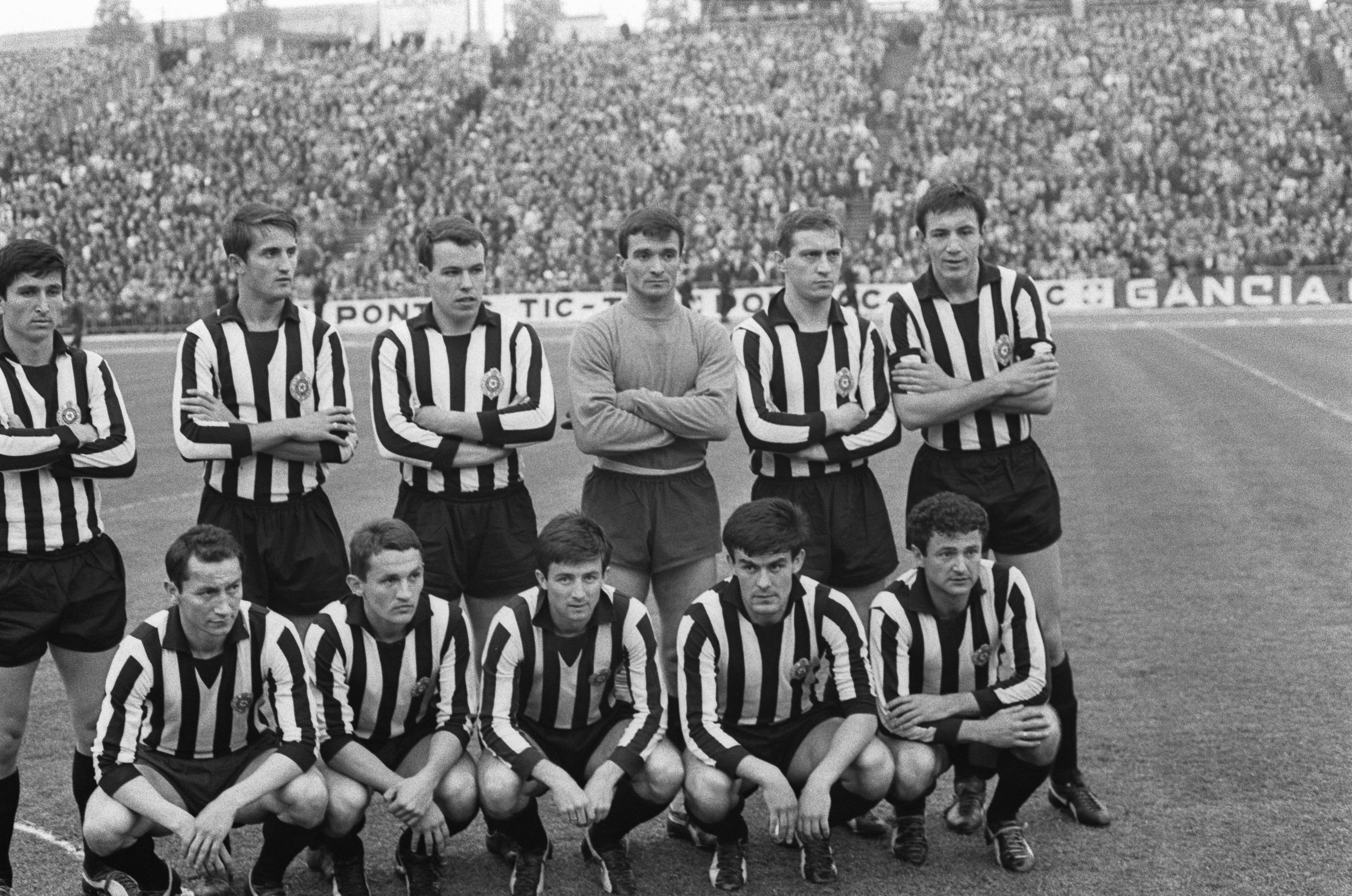
drużyna Partizan przed meczem finałowym Pucharu Europy z Realem Madryt (1:2) w 1966 roku w Brukseli.

Piłka nożna zaczęła zyskiwać popularność w Serbii pod koniec XIX wieku. Wiosną 1896 roku żydowski student Hugo Buli, po powrocie ze studiów w Niemczech, przywiózł pierwszą piłkę z Berlina do Belgradu. Przywiózł piłkę kolegom z belgradzkiego towarzystwa gimnastycznego Soko, a 12 maja założył pierwszą sekcję piłkarską w Europie Południowo-Wschodniej.
W kwietniu 1903 roku w Belgradzie w Towarzystwie Gimnastycznym Soko powstała sekcja piłkarska klubu, czyli pierwszy serbski klub piłkarski SK Soko. Sześć miesięcy później (14 września) w Kragujevacu został założony przez Danilo Stojanovica klub Šumadija Kragujevac. Najstarszym klubem w obecnej Serbii jest Bačka Subotica (założony 3 sierpnia 1901), jednak należy zauważyć, że Subotica w tamtym czasie był częścią Austro-Węgier, a klub został organizowany przez Chorwatów. Soko Belgrad i Šumadija Kragujevac rozegrały pierwsze spotkanie w 1904 roku. Wkrótce w całej Serbii powstały nowe kluby piłkarskie. W 1913 wystartował pierwszy turniej piłkarski w Królestwie Serbii. Uczestniczyły w nim zespoły Soko Belgrad, Šumadija Kragujevac i Sokol Kraljevo. Wiosną 1914 Serbski Komitet Olimpijski po raz pierwszy zorganizował turniej piłkarski pomiędzy najbardziej znanymi serbskimi klubami. Turniej był rozgrywany systemem pucharowym i był znany jako Srpski kup (Serbski Puchar) lub Olimpijski kup (Puchar Olimpijski). Zwycięzcą został SK Velika Srbija, który pokonał 3:1 w finale SK Šumadija Kragujevac.
Po założeniu jugosłowiańskiej federacji piłkarskiej – NSJ (chorw. Nogometni Savez Jugoslavije) w kwietniu 1919 roku w Zagrzebiu, rozpoczął się proces zorganizowania pierwszych ligowych Mistrzostw Królestwa Serbów, Chorwatów i Słoweńców w sezonie 1923. Wcześniej w latach 1920, 1921 i 1923 zostały zorganizowany nieoficjalne mistrzostwa Serbii. Do 1927 roku rozgrywki odbywały się systemem pucharowym. W sezonie 1928 organizowane pierwsze ligowe rozgrywki. W rozgrywkach brało udział 6 zespołów, grając systemem kołowym. W sezonie 1931/32 i 1935/36 rozgrywano systemem pucharowym. Zwycięzca turnieju otrzymywał tytuł mistrza Jugosławii.
3 października 1929 zmieniono nazwę państwa na „Królestwo Jugosławii”, również Związek Piłkarski w maju 1930 został przeniesiony do Belgradu i przyjął serbską nazwę FSJ (Fudbalski savez Jugoslavije). Protestując na przemieszczenie siedziby chorwaccy piłkarze i trenerzy bojkotowali do 1945 reprezentację narodową Jugosławii. Podczas okupacji niemieckiej w latach 1941–1945 prowadzone osobno rozgrywki mistrzostw Chorwacji oraz mistrzostw Serbii.
W 1945 po utworzeniu Socjalistycznej Federacyjnej Republiki Jugosławii kontynuowano rozgrywki o mistrzostwo Jugosławii w najwyższej lidze, zwanej Prva savezna liga.
Po upadku SFR Jugosławii w 1991 roku powstała nowa Jugosławia, nazywająca się FR Jugosławia z Czarnogórą i Serbią. W 2003 państwo zmieniło nazwę na Serbię i Czarnogórę – związek ten trwał do 2006 roku, kiedy Czarnogóra uzyskała niepodległość i utworzyła własną Czarnogórską Pierwszą Ligę.
Rozgrywki zawodowej Superligi Srbije zainaugurowano w sezonie 2006/07.

## Format rozgrywek ligowych
W obowiązującym systemie ligowym trzy najwyższe klasy rozgrywkowe są ogólnokrajowe (Superliga Srbije, Prva liga Srbije i Srpska Liga). Dopiero na czwartym poziomie pojawiają się grupy regionalne.

## Puchary
Rozgrywki pucharowe rozgrywane w Serbii to:
- Puchar Serbii (Куп Србије).